# Ultimate Kylie (DVD)
Ultimate Kylie er en DVD af den australske sangerinde Kylie Minogue og blev udgivet samtidig med opsamlingsalbummet Ultimate Kylie. Den indeholder alle musikvideoer fra hendes studiealbums og en forestilling af "Can't Get Blue Monday Out of My Head" på Brit Awards i 2002.

## Sporliste
1. "I Should Be So Lucky"
2. "Got to Be Certain"
3. "The Loco-Motion"
4. "Je Ne Sais Pas Pourquoi"
5. "Especially for You"
6. "Hand on Your Heart"
7. "Wouldn't Change a Thing"
8. "Never Too Late"
9. "Tears on My Pillow"
10. "Better the Devil You Know"
11. "Step Back in Time"
12. "What Do I Have to Do?" (7" Mix)
13. "Shocked"
14. "Give Me Just a Little More Time"
15. "Celebration"
16. "Confide in Me"
17. "Put Yourself in My Place"
18. "Where the Wild Roses Grow"
19. "Did It Again"
20. "Breathe"
21. "Spinning Around"
22. "On a Night Like This"
23. "Kids"
24. "Please Stay"
25. "Can't Get You Out of My Head"
26. "In Your Eyes"
27. "Love at First Sight"
28. "Come into My World"
29. "Slow"
30. "Red Blooded Woman"
31. "Chocolate"

Ekstranummer
1. "I Believe in You"
2. "Can't Get Blue Monday Out of My Head" (Live at Brit Awards 2002)